# Osienniki (województwo podlaskie)
Osienniki – wieś w Polsce położona w województwie podlaskim, w powiecie augustowskim, w gminie Płaska. 
Wieś jest częścią składową sołectwa Rudawka.
W latach 1975–1998 miejscowość należała administracyjnie do województwa suwalskiego.